# Acrodysostose
 Mise en garde médicale
L'acrodysostose, également connue sous le nom d'acrodysplasie, de syndrome d'Arkless-Graham ou de syndrome de Maroteaux-Malamut, est une malformation congénitale rare qui entraîne un raccourcissement des articulations interphalangiennes des mains et des pieds, une déficience intellectuelle chez environ 90 % des enfants affectés, un retard de la croissance, une petite taille et un faciès particulier.
La plupart des cas rapportés sont sporadiques ; quelques-uns sont familiaux à transmission autosomique dominante.
En 2011, des chercheurs pensent avoir trouvé une cause génétique à l'acrodysostose en identifiant une mutation sur le gène codant PRKAR1A, une sous-unité de la protéine kinase A.